# Fernando Rech
Fernando Luiz Rech, também conhecido por Fernando Rech, ou ainda Fernando (Caxias do Sul, 13 de março de 1974), é um ex-futebolista brasileiro que atuava como atacante.

## História

### Jogador
Fernando foi formado nas categorias de base do Juventude, onde foi artilheiro do Gauchão sub-20 em 1993. Iniciou profissionalmente no clube em 1994 e logo no primeiro ano como profissional, foi campeão do Brasileirão Série B pelo alviverde gaúcho. Após, jogou novamente pelo Juventude, além de atuar por Palmeiras, Internacional e no futebol japonês.
No ano de 1999, conquistou a Copa do Brasil atuando pelo Juventude, marcando inclusive um gol no primeiro jogo da final contra o Botafogo, aos 14 minutos do 1º tempo.
Depois de mais essa passagem pelo Juventude, Fernando jogou por quatro anos no futebol australiano, marcando muitos gols e se consagrando por lá.
Ao voltar para o Brasil, Fernando foi contratado pela equipe do Esportivo. No alviazul de Bento Gonçalves, ele conquistou a Copa FGF de 2004, além de ser o artilheiro da competição, com 13 gols.
Em 2005, Fernando voltou à Austrália, atuando pelo Adelaide United. No clube, ele fez boas partidas, chegando a jogar junto com o craque Romário. Ficou por lá até 2007.
Voltou novamente ao Brasil em 2008, jogando novamente pelo Esportivo. No mesmo ano, atuou no Avenida, onde encerrou sua carreira.

### Fora dos campos
Retornou ao Juventude em 2008 e 2009, onde desempenhou a função de gerente de futebol.
Em 2011, foi treinador do time sub-20 do Juventude e, na mesma temporada, tornou-se auxiliar técnico de Antônio Picolli.
Em 2016, assumiu a coordenação técnica das categorias de base e foi um dos responsáveis pela captação de muitos atletas que se destacaram pelo clube posteriormente.
Em setembro de 2022, assumiu como Coordenador Técnico do Juventude.

## Títulos
Juventude
- Campeonato Brasileiro Série B: 1994
- Copa do Brasil: 1999

Esportivo
- Copa FGF: 2004

## Artilharia
- Copa FGF: 2004 (13 gols)